# Johan Maurits van Nassau-Siegen
Johan Maurits (Dillenburg, in maart of op 17 juni 1604 – Berg und Tal, 20 december 1679), bijgenaamd de Braziliaan, was graaf (1606-1652) en vorst (1652-1679) van het Duitse Nassau-Siegen aan het eind van de Nederlandse Opstand. Hij diende als veldmaarschalk in Nederlandse dienst en gouverneur-generaal van Nederlands-Brazilië (1636-1644).
Na zijn terugkeer uit Brazilië betrok hij het Mauritshuis in Den Haag. Voor de bouw had hij al in 1633 opdracht gegeven. Zijn uitgebreide natuurhistorische en etnografische collectie, in Brazilië verzameld, trok de aandacht van meerdere Europese hoven.
Hij werd namens de Staten-Generaal stadhouder van Wesel en was tevens in dienst van de Grote Keurvorst in Brandenburg, een groot bewonderaar van de Republiek der Zeven Verenigde Nederlanden. Johan Maurits werd verder in 1647 stadhouder van het hertogdom Kleef, en de graafschappen Mark en Ravensberg. In 1664, tijdens de Eerste Münsterse Oorlog kwam hij terug naar de Republiek en bestreed de bisschop van Münster, Bernard van Galen, beter bekend als Bommen-Berend, die ook zijn tegenstander was tijdens de Tweede Münsterse Oorlog. In 1675 trok hij zich terug uit actieve dienst en vestigde zich in Kleef.

## Jeugd
Johan Maurits werd in 1604 geboren op Slot Dillenburg, als zoon van Jan VII van Nassau-Siegen en Margaretha van Sleeswijk-Holstein-Sonderburg (1583-1638). Jan van Nassau, een broer van Willem van Oranje, was zijn grootvader. Stadhouder Maurits was zijn peetoom. Toen hij drie jaar oud was, erfde zijn vader het graafschap Siegen. Johan Maurits studeerde in Bazel, Genève en aan de Ritterschule in Kassel. Hij trad als zestienjarige in dienst van het Staatse leger. Als adelborst was hij betrokken bij het Beleg van Groenlo (1627), Beleg van 's-Hertogenbosch (1629) en het Beleg van Maastricht (1632). In de functie van kapitein leidde hij de herovering in 1636 van de Schenkenschans, een onneembaar geachte vesting in de Rijn bij Millingen. Johan Maurits wist de vesting op het Leger van Vlaanderen te heroveren. Het jaar daarop vertrok hij in dienst van de West-Indische Compagnie (WIC) als gouverneur naar Nederlands-Brazilië.

## Brazilië

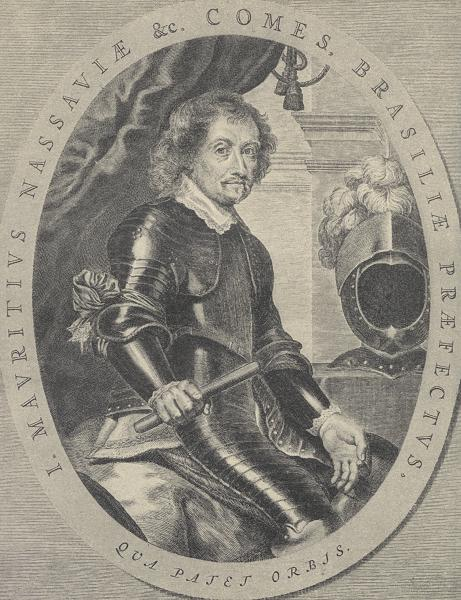
Johan Maurits van Nassau-Siegen

Op 25 oktober 1636 vertrok de pas aangestelde Johan Maurits met met een kleine oorlogsvloot en ca. drieduizend man naar Brazilië. Op het hoofdschip, het oorlogsschip ‘Zutphen’ bevonden zich naast Johan Maurits zelf, kunstenaars en wetenschappers, onder wie hofarts Wilhelm van Milaenen, hofprediker Franciscus Plante en cartograaf Johannes Vingboons.
Johan Maurits was 33 toen hij in Pernambuco aan land ging. Hij installeerde zich er als gouverneur namens de West-Indische Compagnie en beveiligde het land tegen Portugese en Spaanse aanvallen, zoals in 1640 bij Itamaracá. Om aan de grote behoefte aan werkkrachten in de suikerrietteelt tegemoet te komen dirigeerde hij in 1637 een oorlogsvloot naar West-Afrika die het slavenhalersfort Elmina op de Portugezen veroverde. In 1641 sloot hij een verdrag met de Portugezen, maar dat zou geen stand houden. Eind juni van dat jaar stuurde hij admiraal Cornelis Jol, alias "Houtebeen", met een vloot van 21 schepen en meer dan tweeduizend soldaten naar Luanda in Angola, waar een ander slavendepot werd veroverd, evenals het eiland Sao Tomé dat van belang was vanwege de suikerrietteelt.
De West-Indische Compagnie was vooral van plan in de nieuwe bezitting de aanplant van het winstgevende suikerriet uit te breiden, maar de gouverneur wilde er meer van maken. In het midden van de 17e eeuw gold de Republiek als de modernste staat ter wereld en de vooruitstrevende gouverneur nam de republiek in verschillende opzichten als voorbeeld voor modern bestuur. Johan Maurits stichtte Mauritsstad, bouwde er een paleis genaamd Vrijburg, en voerde een soort parlement in. Uit zijn bestuur bleek zijn liefde voor Brazilië en aandacht voor de flora, fauna en cultuur. Hij organiseerde expedities naar het binnenland, zoals die van de gouverneur van Paraíba Elias Herckmans in 1641. Willem Piso en zijn assistent Georg Markgraf trokken de bossen in om kennis op te doen over geneeskrachtige kruiden en exotische planten. De 17e-eeuwse medici waren zeer geïnteresseerd in remedies tegen allerlei onbekende tropische ziekten, maar uiteraard ook in middelen ter bestrijding van geslachtsziekten en de pest die het leven van menig zeeman en soldaat verkortten. Schilders als Frans Post, Zacharias Wagener en Albert Eckhout schilderden het exotische landschap en assisteerden de botanici bij het produceren van afbeeldingen voor hun plantkundige beschrijvingen in de Historia naturalis Brasiliae. Op zijn initiatief stuurde de WIC in 1643 een expeditie naar Chili onder Hendrik Brouwer en Elias Herckmans.
De Europese heersers maakten onderscheid tussen christelijke en heidense volken. Heidenen waren kandidaten voor bekering. Een deel van de inheemse bevolking van Brazilië werd gereformeerd. Johan Maurits erkende deze mensen als de ware Brazilianen en zij eerden hem om zijn humane bestuur.
In de 21e eeuw staat Maurits van Nassau in het noordoosten van Brazilië onder de naam 'Mauricio de Nassau' nog steeds bekend als een verlicht heerser.

## Relatie met Frederik Willem I van Pruisen
Johan Maurits en het Pruisische prinsje Frederik Willem, het zoontje van de keurvorst van Brandenburg, kenden elkaar doordat de prins van 1634 tot 1638 aan het hof in Den Haag verbleef. De twee leerden elkaar beter kennen bij de belegering van de Schenkenschanz. Frederik Willem was troonopvolger in een periode dat Brandenburg nog in opkomst was en nog weinig had van de machtige Pruisische staat die het later zou worden. Integendeel, Brandenburg zou in de Dertigjarige Oorlog (1618-1648) bijna volledig verwoest worden.
Toen ze elkaar bij Millingen troffen, stonden ze er beiden niet best voor en ook dat schiep een band. Johan Maurits bezat geen cent. Sterker nog: hij was klant van de Amsterdamse bank van Lening en zou later ook bekend zijn bij de joodse financiers Abraham Cohein in Amsterdam en Elias Gomperts in Kleef.
En hiermee komt Johan Maurits, graaf van Nassau-Siegen, de oudere vriend uit de tijd van het beleg van Schenkenschans op het Pruisische toneel.
De keurvorst benoemde hem in 1647 tot zijn stadhouder in de landen Kleef en Mark. Door standen van deze beide landen (ridderschap en steden) werd de benoeming in 1649 aanvaard, zij het niet zonder morren. Met het feit dat de keurvorst iemand had benoemd die niet uit Kleef of Mark afkomstig was, konden de standen nog wel leven, maar dat de keurvorst hem verbood om zich met een eed tot respectering van hun oude rechten te verplichten vonden ze lange tijd onverteerbaar. Net als in Brazilië had Johan Maurits met succes eerst gestreefd naar aanvaarding van zijn gezag door zijn onderdanen.

## Ruzie om Kleef

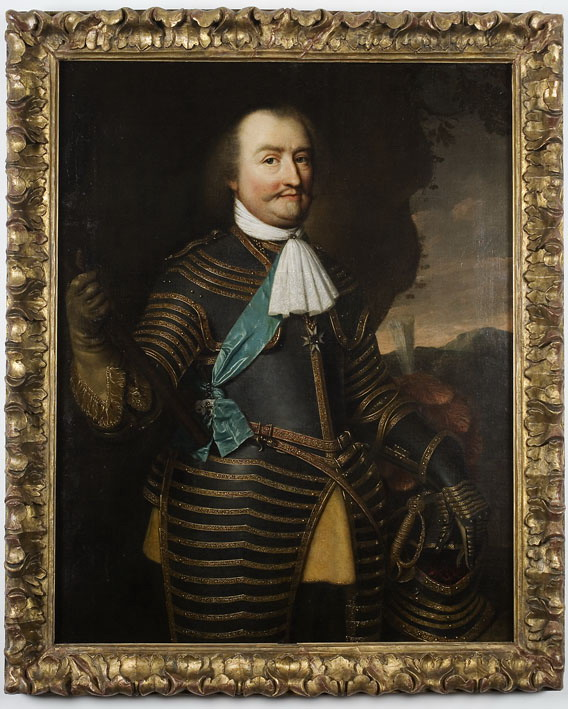
Anoniem portret van Johan Maurits van Nassau-Siegen. Aan het blauwe lint de Deense Orde van de Olifant. Draagt hij om de hals de Ordre de la Générosité aan een gouden keten?

Omdat Johan Maurits en de keurvorst vrienden waren kreeg Nassau de opdracht te bemiddelen tussen de Kleefse adel en de keurvorst. Hij was daarin redelijk succesvol, maar het bleek toch moeilijk de partijen tot elkaar te brengen. Daarbij ontstonden er soms ook spanningen tussen keurvorst en stadhouder.
Een dieptepunt werd in 1655 bereikt, toen Frederik Willem zijn schoonmoeder Amalia van Solms, de weduwe van stedendwinger Frederik Hendrik, naar Kleef zond om met de standen van Kleef en Mark te onderhandelen. Dit affront heeft de verhouding tussen Amalia en Johan Maurits definitief verstoord, terwijl er eerder sprake was van een warme relatie tussen de twee, volgens roddels uit die tijd van een iets te nauwe band. Johan Maurits gaf daar wel aanleiding toe, want hij bleef zijn leven lang ongehuwd en dat was vrij opvallend voor een edelman met dynastieke aspiraties. Die aspiraties had hij uitgeleefd in Brazilië en die zou hij vervolgens de rest van zijn leven in Kleef trachten vorm te geven. Hij liet daar omvangrijke landschapsparken aanleggen.

## Tolerante cultuurliefhebber
Hij gaf hier uitvoering aan een politiek van religieuze tolerantie. Hij was zelf calvinist, maar katholieken konden in Kleef blijven wonen en ook joden werden toegelaten. Daarnaast begon hij meteen met ingrijpende landschappelijke veranderingen. Daarvoor haalde hij Jacob van Campen naar Kleef. Bij zijn paleis Haus Freudenberg en op andere plaatsen rond de stad Kleef liet Johan Maurits classicistische parken met kanalen en fonteinen en stervormige stelsels van lanen in de reeds bestaande bossen aanleggen. Dit geheel staat bekend als De Kleefse tuinen. Ze zijn, na een periode van verval, tegen het einde van de twintigste eeuw gerestaureerd.
Johan Maurits was behalve een groot krijgsman ook een kenner van de klassieke oudheid. Hij had kennisgemaakt met de beroemde wijsgeer Justus Lipsius, een neo-stoïcus, die bekendstond om zijn kennis van de grote Romeinse schrijvers.
De stadhouder hield van wetenschap en kunst en cultuur. De meeste van de bouwwerken, bestuursgebouwen en ook weer eigen residenties, zijn in de laatste wereldoorlog te gronde gegaan, maar het park aan de voet van de Sternberg ligt er nog. Ook de beroemde Nassauerallee, een lindelaan, is er nog. Johan Maurits bestelde kort na zijn aantreden zeshonderd lindebomen in Holland. Die kwamen te staan langs een kaarsrechte laan. Dit maakte zo’n indruk op de keurvorst, dat deze hetzelfde wilde in Berlijn: dat werd Unter den Linden. Ook de Berlijnse Zoo werd aangelegd naar voorbeeld van het park in Kleef.

## Het huwelijk van Frederik Willem
Het spreekt vanzelf dat keurvorstin Louise Henriëtte van Nassau daar eveneens een grote rol bij speelde. Louise Henriëtte was een dochter van Frederik Hendrik die Frederik Willem had leren kennen toen hij aan het hof in Den Haag was, maar toen was ze nog een meisje. Toen de dochter van de koning van Zweden een huwelijk met hem weigerde, huwde Frederik Willem op Het Oude Hof (het huidige Paleis Noordeinde) met zijn jeugdliefde Louise Henriëtte. De eerste jaren woonde het paar in het Kleef van Johan Maurits, later het grootste deel van de tijd in Berlijn. Louise Henriëtte kreeg het landgoed Oranienburg cadeau van haar man, ze liet er door eigen architecten het Slot Oranienburg bouwen en bracht zo het Hollands classicisme over naar Brandenburg. Johan Maurits adviseerde de keurvorst bij het aanstellen van architecten, vestingbouwers, schilders, beeldhouwers en handwerkers voor het hof in Potsdam.

## Modernisering
Johan Maurits droeg de Hollandse moderniteit uit in Pruisen. In 1671 legde Frederik Willem de loper uit voor de hugenoten die na het Edict van Nantes uit Frankrijk vluchtten. Het was niet zonder eigenbelang om West-Europese intellectuelen en handwerkslieden naar Pruisen te halen. Hetzelfde gold voor Joden, die na betaling van een som geld zich in Pruisen mochten vestigen. De keurvorst handelde aldus naar voorbeeld van het tolerante regime van Johan Maurits in Brazilië. Hugenoten en Joden gingen voornamelijk in Berlijn wonen, waarvan de bevolking allengs voor een kwart uit allochtonen bestond.

## Kolonialisme

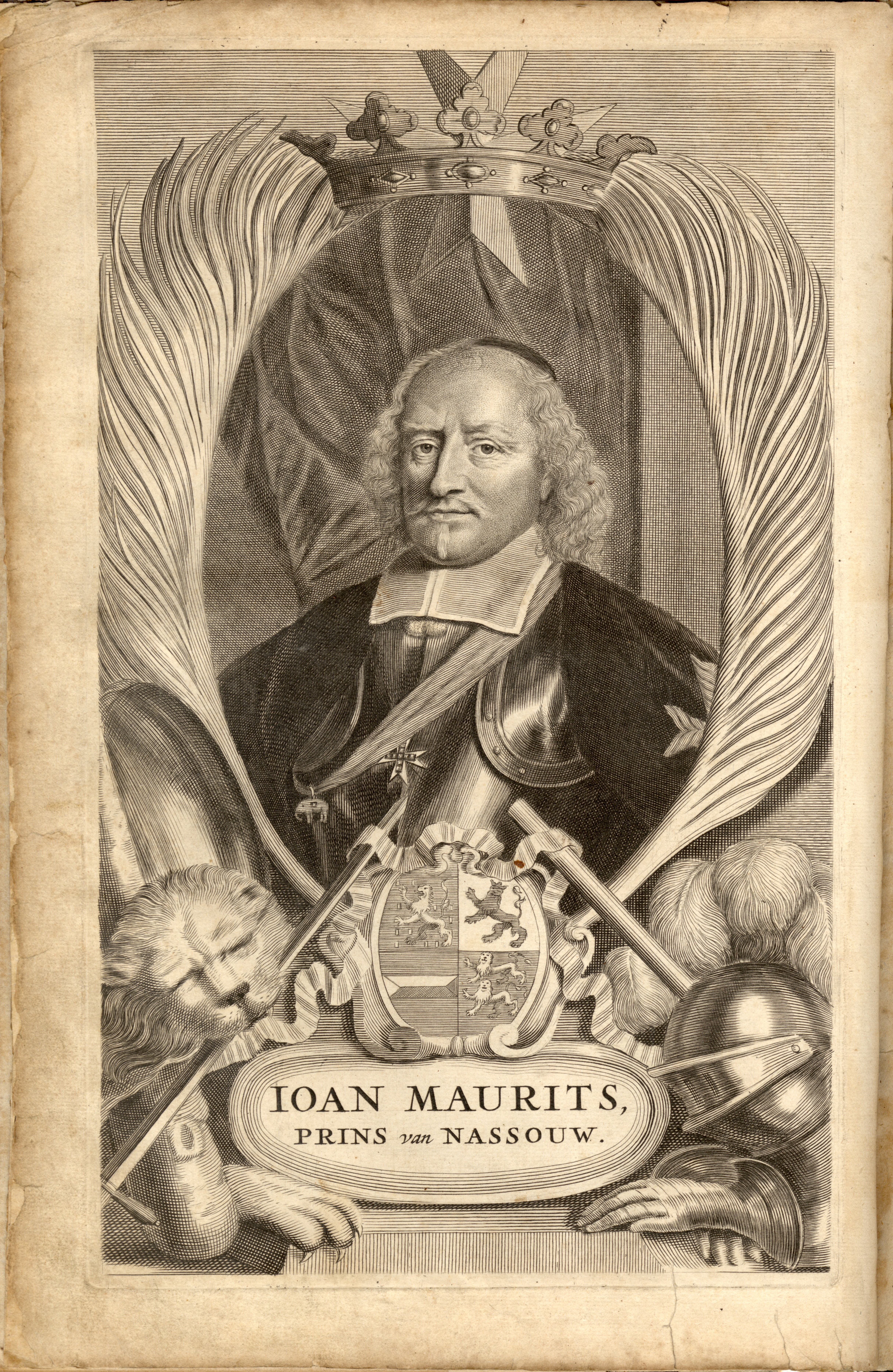
Ioan Maurits, Prins van Nassouw, uit: Adrianus Montanus, De Nieuwe en Onbekende Weereld (1671)

Frederik Willem begreep dat Pruisen met zijn ligging aan de Oostzee en regelmatig bedreigd door Zweden, en ook voor de nationale glorie een vloot nodig had. Hij ging in zijn kopieerdrift zelfs zo ver dat hij in Afrika een kolonie stichtte. In 1680 vertrokken uit de haven van Emden twee fregatten met de rode adelaar in top, het begin van de Pruisische slavenhandel. Ook Johan Maurits had zich daar in Brazilië vlijtig mee beziggehouden. Maar de Pruisen werden geen zeevarende natie, ook al bestelde Frederik Willem tientallen schepen in de Republiek. De Pruisische Afrika Compagnie, opererend vanuit Pillau, zou nooit renderen en Groß-Friedrichsburg aan de Guineese kust werd uiteindelijk verkocht aan de Hollanders.
Op voorspraak van de keurvorst werd Johan Maurits in 1652 verheven tot Rijksvorst en verkreeg hij het predicaat Doorluchtige Hoogheid. In hetzelfde jaar werd hij benoemd tot grootmeester van de protestantse Johannieterorde in de balije Brandenburg. Een erefunctie, maar ook die taak greep Johan Maurits enthousiast aan en hij begon meteen met de bouw van het Johanniter Ordensschloß te Sonnenburg bij Küstrin aan de Oder, in het tegenwoordige Polen, naar een ontwerp van de Nederlandse architect Pieter Post, die in 1663 ook de Schwanenburg voor hem in barokstijl aanpaste. Johan Maurits bleef contact houden met de Republiek waar hij zijn militaire functies behield.
In het voorjaar van 1657 vertrok een opzienbarend cortège uit Kleef. Het was vorst Johan Maurits die met honderden edelen, soldaten, bedienden en ambtenaren in zijn gevolg in tientallen prachtig met goud en zilverbeslag versierde oranje en groene koetsen richting Frankfurt vertrok. Johan Maurits was door de keurvorst uitverkoren om daar namens hem mee te stemmen in de keuze van de nieuwe keizer. De topdiplomaat stond op 5 augustus 1658 vooraan bij de kroning van keizer Leopold I.
In de jaren vijftig van de zeventiende eeuw was de verhouding tussen de staten, mede als gevolg van het Eerste Stadhouderloze Tijdperk (1650 - 1672), en Johan Maurits bekoeld. Later werd toch weer een beroep op de strateeg gedaan.

## Eerste Münsterse oorlog

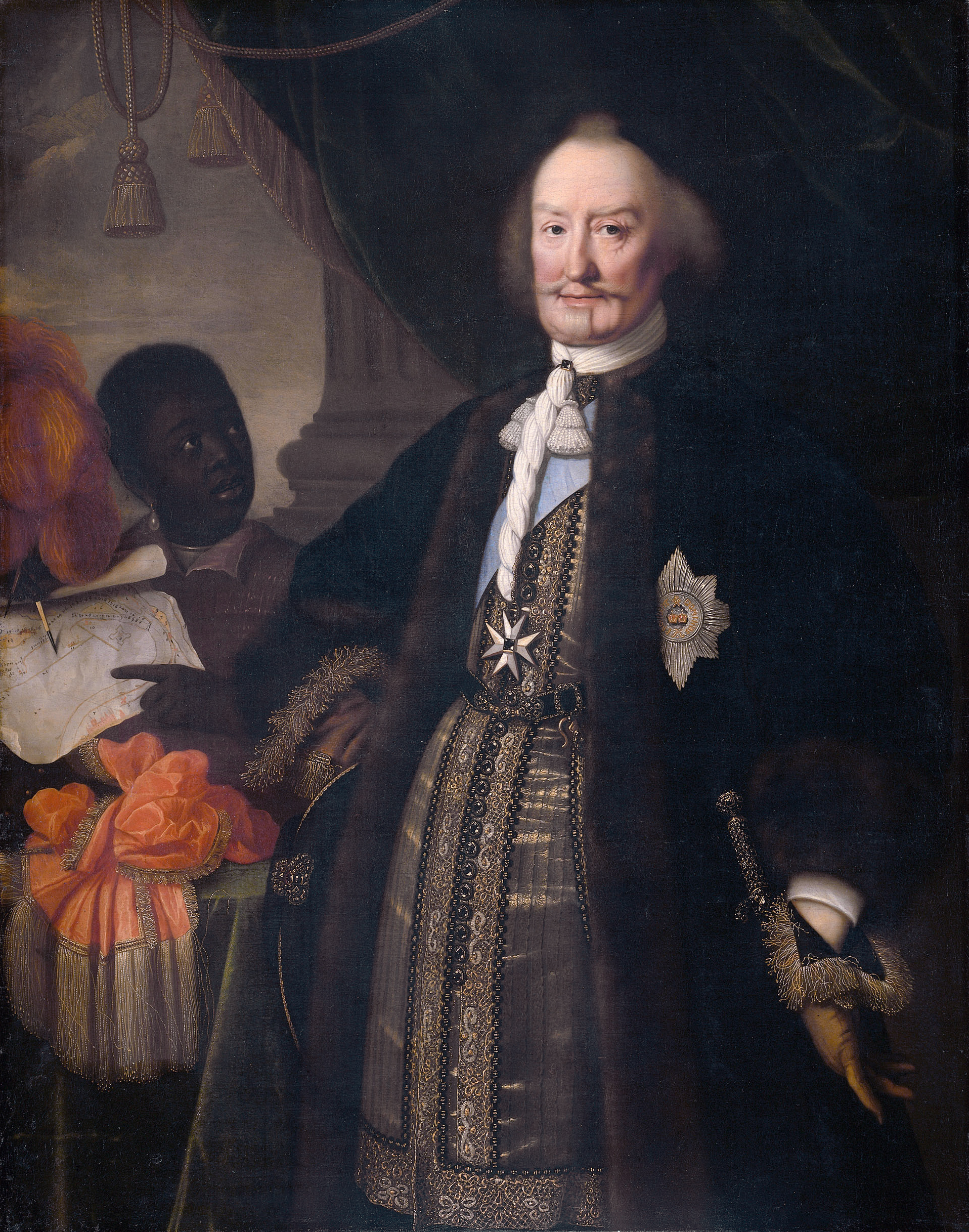
Johan Maurits graaf van Nassau-Siegen (1604-1679), bijgenaamd "de Braziliaan" (Pieter Nason, 1675)

Op de terugweg uit Leeuwarden na de begrafenis van Willem Frederik van Nassau-Dietz in december 1664, zakte hij samen met enkele andere ruiters door de brug in de Dijkstraat te Franeker. Hij bracht het er levend af. Meteen werd er een dankstond gehouden in de Martinikerk in Franeker. Het duurde maanden eer Johan Maurits er helemaal bovenop kwam. Hij had de dood in de ogen gezien. In 1665 leidde hij in Friesland de Staatse troepen tegen Bernhard von Galen, de bisschop van Münster, die de Eerste Münsterse Oorlog was begonnen.
In 1668 werd hij tijdens de dreigende strijd met Frankrijk opnieuw veldmaarschalk en hij was in het rampjaar 1672 de voornaamste raadgever van Willem III. De warme contacten met de keurvorst en tegelijk met de Hollandse stadhouders maakten Johan Maurits tot een vertrouwde bruggenbouwer tussen de Republiek en Pruisen. Er zijn soms wel spanningen geweest, maar nooit oorlog.
Friedrich Wilhelm en Johan Maurits waren handige en moedige vechters, maar ze kenden de strijd zo goed dat ze hun best deden om die te vermijden. Pruisen was een staat, geen land. Het lag versplinterd tussen Litouwen en de Republiek. Daarom was een beroepsleger nodig. Dat kon geen huurleger zijn, zoals gebruikelijk. Dat zou, gezien de geografische situatie niet kunnen. Friedrich Wilhelm vormde een staand leger, dat uiteindelijk 24.000 man zou omvatten en de meeste vijanden afschrikte.
Zo’n enorm leger was voor deze kleine staat alleen haalbaar als er een goed belastingstelsel was. Daar gingen de jonkers, de regionale adel, ten slotte mee akkoord. Maar dan moesten de belastinggaarders onkreukbaar zijn. Het begin van het eigen ethos van de Pruisische ambtenaar. Ook daarbij adviseerde Johan Maurits. In Kleef legde hij eveneens geregeld de nadruk op eerlijke ambtenaren en waar het aan helderheid ontbrak kon hij geweldig foeteren.

## Overlijden

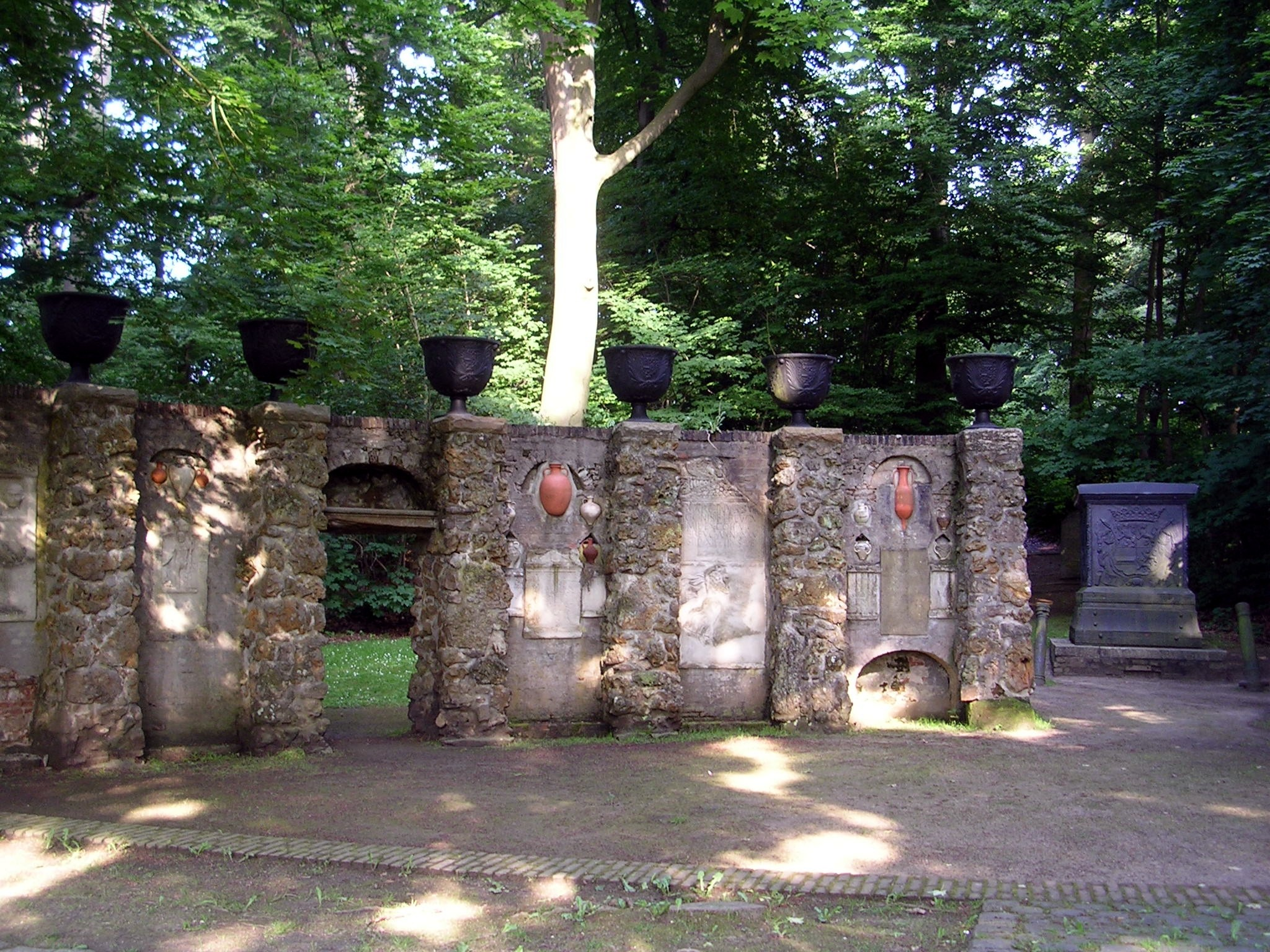
Graftombe van Johan Maurits nabij Kleef.

Johan Maurits is nooit getrouwd geweest. In 1678, een jaar voor zijn dood, liet hij een graftombe bouwen naar klassiek voorbeeld op de Papenberg in de openlucht in Berg und Tal nabij het door hem bewoonde landhuisje - een kluizenarij met kapel - in de huidige gemeente Bedburg-Hau met uitzicht op Kleef. De stad Kleef was op dat moment door Franse troepen bezet, die Johan Maurits overigens met respect behandelden. Johan Maurits beleefde het nog dat de Fransen Kleef verlieten maar stierf in december 1679, in Berg und Tal. Hij werd er eerst in het door hem aangelegde mausoleum bijgezet, maar in 1680 werd hij in overeenstemming met zijn laatste wilsbeschikking in zijn eigen graafschap Siegen in de Grafkelder van Nassau-Siegen herbegraven.

## Kwartierstaat
| Willem I van Nassau-Dillenburg (1487–1559)  | Willem I van Nassau-Dillenburg (1487–1559)  | Willem I van Nassau-Dillenburg (1487–1559)  | Willem I van Nassau-Dillenburg (1487–1559)  | Willem I van Nassau-Dillenburg (1487–1559)  | Willem I van Nassau-Dillenburg (1487–1559)  | Juliana van Stolberg-Wernigerode (1506-1580) | Juliana van Stolberg-Wernigerode (1506-1580) | Juliana van Stolberg-Wernigerode (1506-1580)  | Juliana van Stolberg-Wernigerode (1506-1580)  | Juliana van Stolberg-Wernigerode (1506-1580)  | Juliana van Stolberg-Wernigerode (1506-1580)  |                                               |                                               | Georg III van Leuchtenberg (1502-1555)  | Georg III van Leuchtenberg (1502-1555)  | Georg III van Leuchtenberg (1502-1555)    | Georg III van Leuchtenberg (1502-1555)    | Georg III van Leuchtenberg (1502-1555)    | Georg III van Leuchtenberg (1502-1555)    | Barbara van Brandenburg-Ansbach (1495-1552) | Barbara van Brandenburg-Ansbach (1495-1552) | Barbara van Brandenburg-Ansbach (1495-1552) | Barbara van Brandenburg-Ansbach (1495-1552) | Barbara van Brandenburg-Ansbach (1495-1552)    | Barbara van Brandenburg-Ansbach (1495-1552)    |                                                |                                                | Christiaan III van Denemarken (1503-1559)      | Christiaan III van Denemarken (1503-1559)      | Christiaan III van Denemarken (1503-1559) | Christiaan III van Denemarken (1503-1559) | Christiaan III van Denemarken (1503-1559)           | Christiaan III van Denemarken (1503-1559)           | Dorothea van Saksen-Lauenburg (1511-1571)           | Dorothea van Saksen-Lauenburg (1511-1571)           | Dorothea van Saksen-Lauenburg (1511-1571)           | Dorothea van Saksen-Lauenburg (1511-1571)           | Dorothea van Saksen-Lauenburg (1511-1571)                | Dorothea van Saksen-Lauenburg (1511-1571)                |                                                          |                                                          | Ernst III van Brunswijk-Grubenhagen (1518-1567)          | Ernst III van Brunswijk-Grubenhagen (1518-1567)          | Ernst III van Brunswijk-Grubenhagen (1518-1567) | Ernst III van Brunswijk-Grubenhagen (1518-1567) | Ernst III van Brunswijk-Grubenhagen (1518-1567) | Ernst III van Brunswijk-Grubenhagen (1518-1567) | Margaretha van Pommeren (1518-1569)             | Margaretha van Pommeren (1518-1569)             | Margaretha van Pommeren (1518-1569) | Margaretha van Pommeren (1518-1569) | Margaretha van Pommeren (1518-1569) | Margaretha van Pommeren (1518-1569) |  |  |  |  |  |  |  |  |  |  |  |  |  |  |  |  |  |  |  |  |  |  |  |  |  |  |  |  |  |  |  |  |  |  |  |  |  |  |  |  |  |  |  |  |  |  |  |  |
| Willem I van Nassau-Dillenburg (1487–1559)  | Willem I van Nassau-Dillenburg (1487–1559)  | Willem I van Nassau-Dillenburg (1487–1559)  | Willem I van Nassau-Dillenburg (1487–1559)  | Willem I van Nassau-Dillenburg (1487–1559)  | Willem I van Nassau-Dillenburg (1487–1559)  | Juliana van Stolberg-Wernigerode (1506-1580) | Juliana van Stolberg-Wernigerode (1506-1580) | Juliana van Stolberg-Wernigerode (1506-1580)  | Juliana van Stolberg-Wernigerode (1506-1580)  | Juliana van Stolberg-Wernigerode (1506-1580)  | Juliana van Stolberg-Wernigerode (1506-1580)  |                                               |                                               | Georg III van Leuchtenberg (1502-1555)  | Georg III van Leuchtenberg (1502-1555)  | Georg III van Leuchtenberg (1502-1555)    | Georg III van Leuchtenberg (1502-1555)    | Georg III van Leuchtenberg (1502-1555)    | Georg III van Leuchtenberg (1502-1555)    | Barbara van Brandenburg-Ansbach (1495-1552) | Barbara van Brandenburg-Ansbach (1495-1552) | Barbara van Brandenburg-Ansbach (1495-1552) | Barbara van Brandenburg-Ansbach (1495-1552) | Barbara van Brandenburg-Ansbach (1495-1552)    | Barbara van Brandenburg-Ansbach (1495-1552)    |                                                |                                                | Christiaan III van Denemarken (1503-1559)      | Christiaan III van Denemarken (1503-1559)      | Christiaan III van Denemarken (1503-1559) | Christiaan III van Denemarken (1503-1559) | Christiaan III van Denemarken (1503-1559)           | Christiaan III van Denemarken (1503-1559)           | Dorothea van Saksen-Lauenburg (1511-1571)           | Dorothea van Saksen-Lauenburg (1511-1571)           | Dorothea van Saksen-Lauenburg (1511-1571)           | Dorothea van Saksen-Lauenburg (1511-1571)           | Dorothea van Saksen-Lauenburg (1511-1571)                | Dorothea van Saksen-Lauenburg (1511-1571)                |                                                          |                                                          | Ernst III van Brunswijk-Grubenhagen (1518-1567)          | Ernst III van Brunswijk-Grubenhagen (1518-1567)          | Ernst III van Brunswijk-Grubenhagen (1518-1567) | Ernst III van Brunswijk-Grubenhagen (1518-1567) | Ernst III van Brunswijk-Grubenhagen (1518-1567) | Ernst III van Brunswijk-Grubenhagen (1518-1567) | Margaretha van Pommeren (1518-1569)             | Margaretha van Pommeren (1518-1569)             | Margaretha van Pommeren (1518-1569) | Margaretha van Pommeren (1518-1569) | Margaretha van Pommeren (1518-1569) | Margaretha van Pommeren (1518-1569) |  |  |  |  |  |  |  |  |  |  |  |  |  |  |  |  |  |  |  |  |  |  |  |  |  |  |  |  |  |  |  |  |  |  |  |  |  |  |  |  |  |  |  |  |  |  |  |  |
|                                             |                                             |                                             |                                             |                                             |                                             |                                              |                                              |                                               |                                               |                                               |                                               |                                               |                                               |                                         |                                         |                                           |                                           |                                           |                                           |                                             |                                             |                                             |                                             |                                                |                                                |                                                |                                                |                                                |                                                |                                           |                                           |                                                     |                                                     |                                                     |                                                     |                                                     |                                                     |                                                          |                                                          |                                                          |                                                          |                                                          |                                                          |                                                 |                                                 |                                                 |                                                 |                                                 |                                                 |                                     |                                     |                                     |                                     |  |  |  |  |  |  |  |  |  |  |  |  |  |  |  |  |  |  |  |  |  |  |  |  |  |  |  |  |  |  |  |  |  |  |  |  |  |  |  |  |  |  |  |  |  |  |  |  |
|                                             |                                             |                                             |                                             | Jan VI van Nassau-Dillenburg (1535–1606)    | Jan VI van Nassau-Dillenburg (1535–1606)    | Jan VI van Nassau-Dillenburg (1535–1606)     | Jan VI van Nassau-Dillenburg (1535–1606)     | Jan VI van Nassau-Dillenburg (1535–1606)      | Jan VI van Nassau-Dillenburg (1535–1606)      |                                               |                                               |                                               |                                               |                                         |                                         | Elisabeth van Leuchtenberg (1537-1579)    | Elisabeth van Leuchtenberg (1537-1579)    | Elisabeth van Leuchtenberg (1537-1579)    | Elisabeth van Leuchtenberg (1537-1579)    | Elisabeth van Leuchtenberg (1537-1579)      | Elisabeth van Leuchtenberg (1537-1579)      |                                             |                                             |                                                |                                                |                                                |                                                |                                                |                                                |                                           |                                           | Johan van Sleeswijk-Holstein-Sonderburg (1545-1622) | Johan van Sleeswijk-Holstein-Sonderburg (1545-1622) | Johan van Sleeswijk-Holstein-Sonderburg (1545-1622) | Johan van Sleeswijk-Holstein-Sonderburg (1545-1622) | Johan van Sleeswijk-Holstein-Sonderburg (1545-1622) | Johan van Sleeswijk-Holstein-Sonderburg (1545-1622) |                                                          |                                                          |                                                          |                                                          |                                                          |                                                          | Elisabeth van Brunswijk-Grubenhagen (1550-1586) | Elisabeth van Brunswijk-Grubenhagen (1550-1586) | Elisabeth van Brunswijk-Grubenhagen (1550-1586) | Elisabeth van Brunswijk-Grubenhagen (1550-1586) | Elisabeth van Brunswijk-Grubenhagen (1550-1586) | Elisabeth van Brunswijk-Grubenhagen (1550-1586) |                                     |                                     |                                     |                                     |  |  |  |  |  |  |  |  |  |  |  |  |  |  |  |  |  |  |  |  |  |  |  |  |  |  |  |  |  |  |  |  |  |  |  |  |  |  |  |  |  |  |  |  |  |  |  |  |
|                                             |                                             |                                             |                                             | Jan VI van Nassau-Dillenburg (1535–1606)    | Jan VI van Nassau-Dillenburg (1535–1606)    | Jan VI van Nassau-Dillenburg (1535–1606)     | Jan VI van Nassau-Dillenburg (1535–1606)     | Jan VI van Nassau-Dillenburg (1535–1606)      | Jan VI van Nassau-Dillenburg (1535–1606)      |                                               |                                               |                                               |                                               |                                         |                                         | Elisabeth van Leuchtenberg (1537-1579)    | Elisabeth van Leuchtenberg (1537-1579)    | Elisabeth van Leuchtenberg (1537-1579)    | Elisabeth van Leuchtenberg (1537-1579)    | Elisabeth van Leuchtenberg (1537-1579)      | Elisabeth van Leuchtenberg (1537-1579)      |                                             |                                             |                                                |                                                |                                                |                                                |                                                |                                                |                                           |                                           | Johan van Sleeswijk-Holstein-Sonderburg (1545-1622) | Johan van Sleeswijk-Holstein-Sonderburg (1545-1622) | Johan van Sleeswijk-Holstein-Sonderburg (1545-1622) | Johan van Sleeswijk-Holstein-Sonderburg (1545-1622) | Johan van Sleeswijk-Holstein-Sonderburg (1545-1622) | Johan van Sleeswijk-Holstein-Sonderburg (1545-1622) |                                                          |                                                          |                                                          |                                                          |                                                          |                                                          | Elisabeth van Brunswijk-Grubenhagen (1550-1586) | Elisabeth van Brunswijk-Grubenhagen (1550-1586) | Elisabeth van Brunswijk-Grubenhagen (1550-1586) | Elisabeth van Brunswijk-Grubenhagen (1550-1586) | Elisabeth van Brunswijk-Grubenhagen (1550-1586) | Elisabeth van Brunswijk-Grubenhagen (1550-1586) |                                     |                                     |                                     |                                     |  |  |  |  |  |  |  |  |  |  |  |  |  |  |  |  |  |  |  |  |  |  |  |  |  |  |  |  |  |  |  |  |  |  |  |  |  |  |  |  |  |  |  |  |  |  |  |  |
|                                             |                                             |                                             |                                             |                                             |                                             |                                              |                                              |                                               |                                               | Johan VII van Nassau-Siegen (1561-1623)       | Johan VII van Nassau-Siegen (1561-1623)       | Johan VII van Nassau-Siegen (1561-1623)       | Johan VII van Nassau-Siegen (1561-1623)       | Johan VII van Nassau-Siegen (1561-1623) | Johan VII van Nassau-Siegen (1561-1623) |                                           |                                           |                                           |                                           |                                             |                                             |                                             |                                             |                                                |                                                |                                                |                                                |                                                |                                                |                                           |                                           |                                                     |                                                     |                                                     |                                                     |                                                     |                                                     | Margaretha van Sleeswijk-Holstein-Sonderburg (1583–1658) | Margaretha van Sleeswijk-Holstein-Sonderburg (1583–1658) | Margaretha van Sleeswijk-Holstein-Sonderburg (1583–1658) | Margaretha van Sleeswijk-Holstein-Sonderburg (1583–1658) | Margaretha van Sleeswijk-Holstein-Sonderburg (1583–1658) | Margaretha van Sleeswijk-Holstein-Sonderburg (1583–1658) |                                                 |                                                 |                                                 |                                                 |                                                 |                                                 |                                     |                                     |                                     |                                     |  |  |  |  |  |  |  |  |  |  |  |  |  |  |  |  |  |  |  |  |  |  |  |  |  |  |  |  |  |  |  |  |  |  |  |  |  |  |  |  |  |  |  |  |  |  |  |  |
|                                             |                                             |                                             |                                             |                                             |                                             |                                              |                                              |                                               |                                               | Johan VII van Nassau-Siegen (1561-1623)       | Johan VII van Nassau-Siegen (1561-1623)       | Johan VII van Nassau-Siegen (1561-1623)       | Johan VII van Nassau-Siegen (1561-1623)       | Johan VII van Nassau-Siegen (1561-1623) | Johan VII van Nassau-Siegen (1561-1623) |                                           |                                           |                                           |                                           |                                             |                                             |                                             |                                             |                                                |                                                |                                                |                                                |                                                |                                                |                                           |                                           |                                                     |                                                     |                                                     |                                                     |                                                     |                                                     | Margaretha van Sleeswijk-Holstein-Sonderburg (1583–1658) | Margaretha van Sleeswijk-Holstein-Sonderburg (1583–1658) | Margaretha van Sleeswijk-Holstein-Sonderburg (1583–1658) | Margaretha van Sleeswijk-Holstein-Sonderburg (1583–1658) | Margaretha van Sleeswijk-Holstein-Sonderburg (1583–1658) | Margaretha van Sleeswijk-Holstein-Sonderburg (1583–1658) |                                                 |                                                 |                                                 |                                                 |                                                 |                                                 |                                     |                                     |                                     |                                     |  |  |  |  |  |  |  |  |  |  |  |  |  |  |  |  |  |  |  |  |  |  |  |  |  |  |  |  |  |  |  |  |  |  |  |  |  |  |  |  |  |  |  |  |  |  |  |  |
|                                             |                                             |                                             |                                             |                                             |                                             |                                              |                                              |                                               |                                               |                                               |                                               |                                               |                                               |                                         |                                         |                                           |                                           |                                           |                                           |                                             |                                             |                                             |                                             |                                                |                                                |                                                |                                                |                                                |                                                |                                           |                                           |                                                     |                                                     |                                                     |                                                     |                                                     |                                                     |                                                          |                                                          |                                                          |                                                          |                                                          |                                                          |                                                 |                                                 |                                                 |                                                 |                                                 |                                                 |                                     |                                     |                                     |                                     |  |  |  |  |  |  |  |  |  |  |  |  |  |  |  |  |  |  |  |  |  |  |  |  |  |  |  |  |  |  |  |  |  |  |  |  |  |  |  |  |  |  |  |  |  |  |  |  |
|                                             |                                             |                                             |                                             |                                             |                                             |                                              |                                              |                                               |                                               |                                               |                                               |                                               |                                               |                                         |                                         |                                           |                                           |                                           |                                           |                                             |                                             |                                             |                                             |                                                |                                                |                                                |                                                |                                                |                                                |                                           |                                           |                                                     |                                                     |                                                     |                                                     |                                                     |                                                     |                                                          |                                                          |                                                          |                                                          |                                                          |                                                          |                                                 |                                                 |                                                 |                                                 |                                                 |                                                 |                                     |                                     |                                     |                                     |  |  |  |  |  |  |  |  |  |  |  |  |  |  |  |  |  |  |  |  |  |  |  |  |  |  |  |  |  |  |  |  |  |  |  |  |  |  |  |  |  |  |  |  |  |  |  |  |
| Johan Maurits van Nassau-Siegen (1604-1679) | Johan Maurits van Nassau-Siegen (1604-1679) | Johan Maurits van Nassau-Siegen (1604-1679) | Johan Maurits van Nassau-Siegen (1604-1679) | Johan Maurits van Nassau-Siegen (1604-1679) | Johan Maurits van Nassau-Siegen (1604-1679) |                                              |                                              | George Frederik van Nassau-Siegen (1606-1674) | George Frederik van Nassau-Siegen (1606-1674) | George Frederik van Nassau-Siegen (1606-1674) | George Frederik van Nassau-Siegen (1606-1674) | George Frederik van Nassau-Siegen (1606-1674) | George Frederik van Nassau-Siegen (1606-1674) |                                         |                                         | Willem Otto van Nassau-Siegen (1607–1641) | Willem Otto van Nassau-Siegen (1607–1641) | Willem Otto van Nassau-Siegen (1607–1641) | Willem Otto van Nassau-Siegen (1607–1641) | Willem Otto van Nassau-Siegen (1607–1641)   | Willem Otto van Nassau-Siegen (1607–1641)   |                                             |                                             | Louise Christina van Nassau-Siegen (1608-1685) | Louise Christina van Nassau-Siegen (1608-1685) | Louise Christina van Nassau-Siegen (1608-1685) | Louise Christina van Nassau-Siegen (1608-1685) | Louise Christina van Nassau-Siegen (1608-1685) | Louise Christina van Nassau-Siegen (1608-1685) |                                           |                                           | Sophia Margaretha van Nassau-Siegen (1610-1665)     | Sophia Margaretha van Nassau-Siegen (1610-1665)     | Sophia Margaretha van Nassau-Siegen (1610-1665)     | Sophia Margaretha van Nassau-Siegen (1610-1665)     | Sophia Margaretha van Nassau-Siegen (1610-1665)     | Sophia Margaretha van Nassau-Siegen (1610-1665)     |                                                          |                                                          | Hendrik van Nassau-Siegen (1611-1652)                    | Hendrik van Nassau-Siegen (1611-1652)                    | Hendrik van Nassau-Siegen (1611-1652)                    | Hendrik van Nassau-Siegen (1611-1652)                    | Hendrik van Nassau-Siegen (1611-1652)           | Hendrik van Nassau-Siegen (1611-1652)           |                                                 |                                                 | ... + 4 zusters en 3 zoons                      | ... + 4 zusters en 3 zoons                      | ... + 4 zusters en 3 zoons          | ... + 4 zusters en 3 zoons          | ... + 4 zusters en 3 zoons          | ... + 4 zusters en 3 zoons          |  |  |  |  |  |  |  |  |  |  |  |  |  |  |  |  |  |  |  |  |  |  |  |  |  |  |  |  |  |  |  |  |  |  |  |  |  |  |  |  |  |  |  |  |  |  |  |  |